# Oleggio
Oleggio és un municipi de la província de Novara a la regió del Piemont (Itàlia) amb 13.222 habitants.
Oleggio limita amb els municipis de: Bellinzago Novarese, Marano Ticino, Mezzomerico, Momo, Vaprio d'Agogna i Vizzola Ticino.

## Galeria

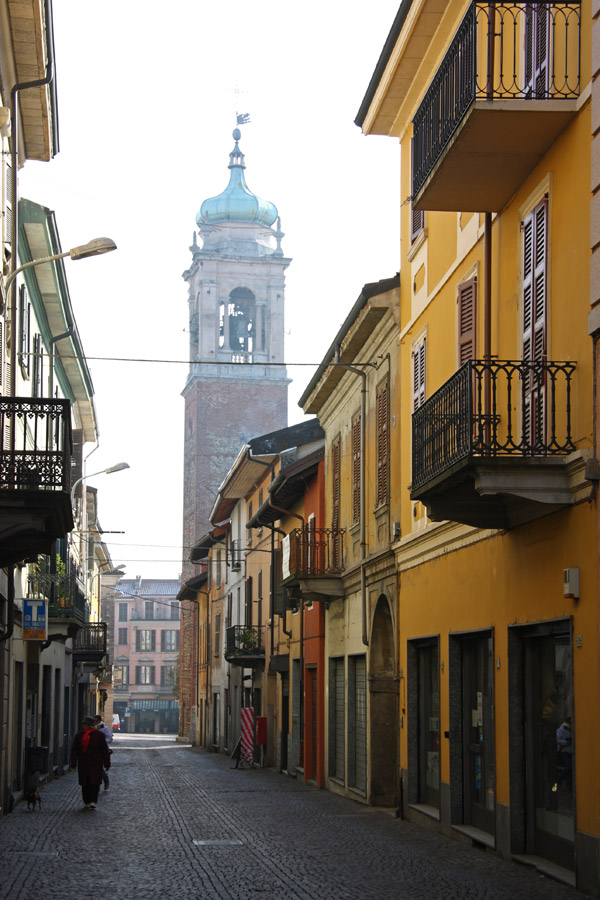
Centre d'Oleggio
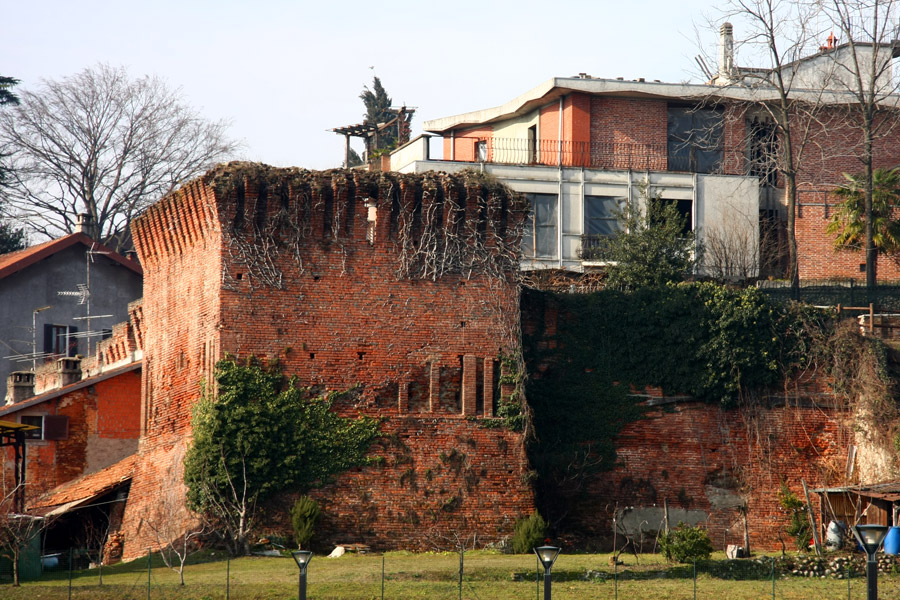
Restes medievals
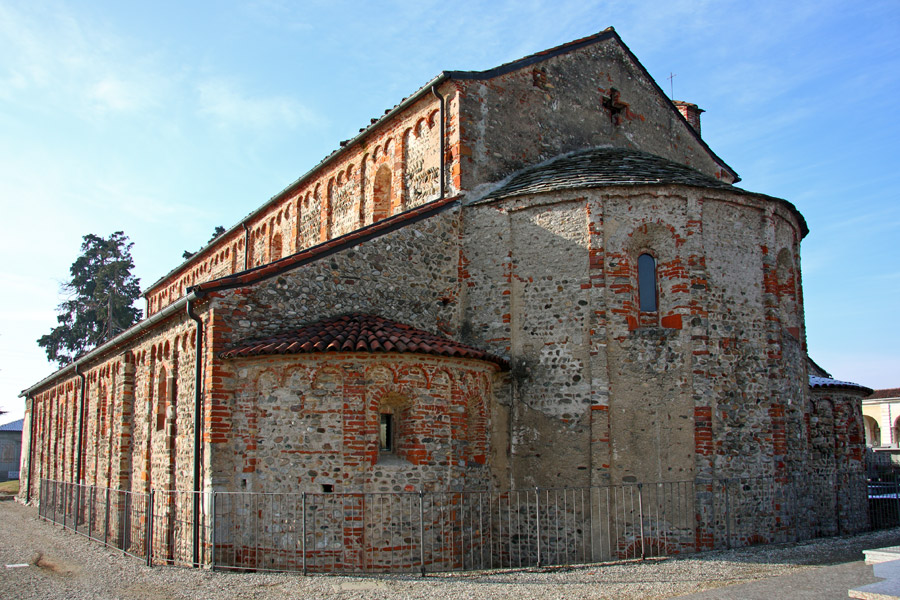
Església de S. Miquel
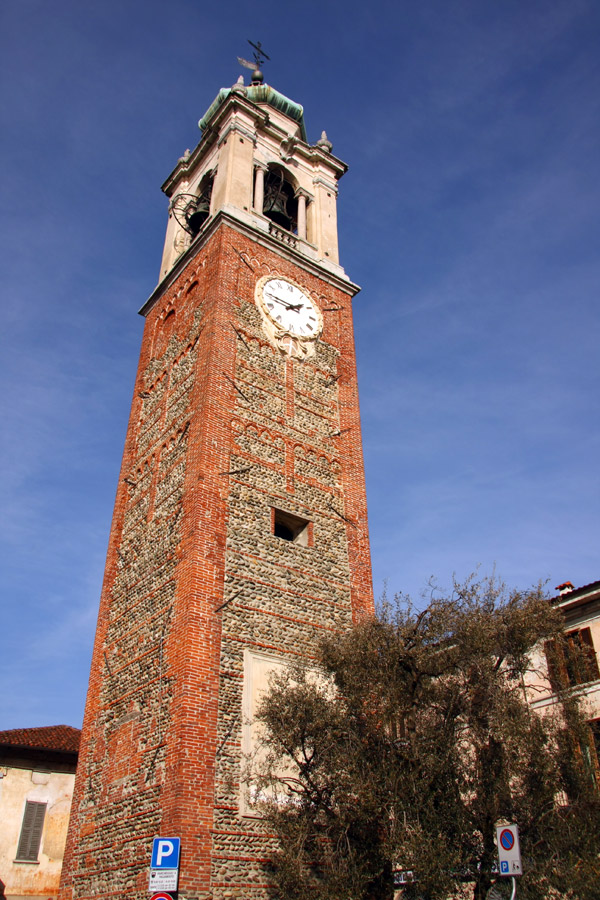
la Torre Campanaria
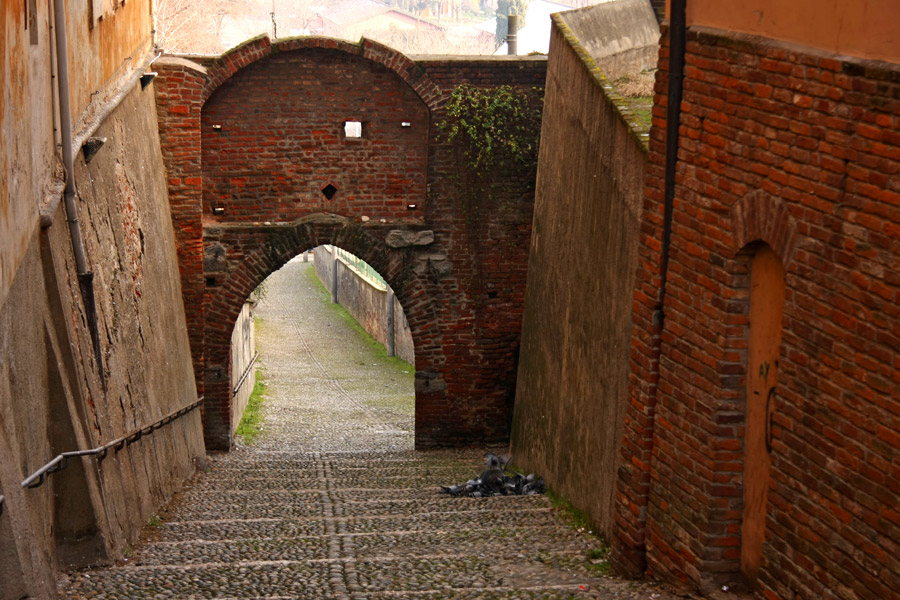
Porta Mazzeri
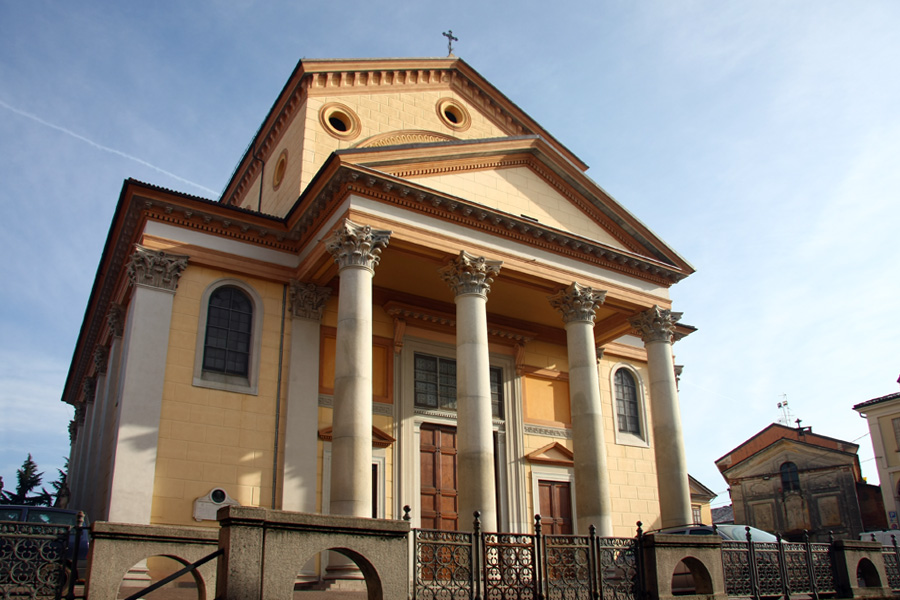
Església parroquial